# Meunasah Teungoh (Simpang Keramat)
Meunasah Teungoh is een bestuurslaag in het regentschap Aceh Utara van de provincie Atjeh, Indonesië. Meunasah Teungoh telt 249 inwoners (volkstelling 2010).